# Авдо Сумбул
Абдулах "Авдо" Сумбул (Сарајево, 27. април 1884 — Арад, 8. фебруар 1915) био је српски уредник часописа и национални активиста из Босне и Херцеговине. Сумбул је припадао групи Срба муслимана које је Аустроугарска сматрала непријатељима монархије и прогонила због своје националности. Умро је у аустроугарском концентрационом логору у Араду.

## Биографија
Абдулах Сумбул је рођен 27. априла 1884. године у Сарајеву, тада под контролом Аустроугарске. Сумбул и његова породица су једно време живели у преграђу Сарајева званом Ковачи.
Сумбул је био један од оснивача организације Муслимански соко у Сарајеву. Био је члан Младе Босне. Године 1912. након смрти песника Османа Ђикића, уређивање Гајрета поверено је Авду Сумбулу, а 1914. године био је један од уредника часописа Вакат, који је излазио у Сарајеву.
Владимир Ћоровић наглашава да је аустроугарска власт муслимане који су се изјашњавали као Срби доживљавала и третирала као непријатеље интереса своје државе и организовала њихов систематски прогон. Због својих антиаустријских и просрпских активности, Сумбул је био интерниран у концентрациони логор у Араду, где је убрзо и умро.

## Наслеђе
Сумбулови посмртни остаци пребачени су у Сарајево, где је данас његов гроб, у дворишту Али-пашине џамије. Године 1934. по налогу југословенског краља Александра I Карађорђевића, изграђен је маузолеј турбе у част Авде Сумбула и Бехџеда Мутавелића. Овај маузелој је део симболичког јединства са Капелом видовданских хероја на православном гробљу „Свети архангели Георгије и Гаврило”.
Једна улица у Сарајеву носи име Авде Сумбула.